# Juara
Juara là một đô thị thuộc bang Mato Grosso, Brasil. Đô thị này có diện tích 21387,334 km², dân số năm 2007 là 32096 người, mật độ 1,5 người/km².